# Victoria-Teatret
|  | For biografen i Sorø, se Victoria Teatret |
Victoria-Teatret  er en tidligere biograf i København. Biografen blev etableret i 1911 af Victor Figgé, der indtil da havde drevet Løvebiografen længere oppe ad Frederiksberggade. Løvebiografen var imidlertid hurtigt blevet for lille til at efterkomme efterspørgslen på biografoplevelser, der i årene omkring 1910 var vokset kraftigt. Friggé lukkede derfor Løvebiografen, og dagen efter åbnede Victoria-Teatret som den på daværende tidspunkt største københavnske biograf.
Victoria-Teatret var beliggende på hjørnet af Frederiksberggade 1 og Nytorv på Strøget i en nyopført bygning tegnet af arkitekt Victor Nyebølle for Københavns Grundejerbank. I 1923 ønskede banken at overtage lejemålet for i stedet at indrette eget hovedsæde i bygningen, og biografen måtte lukke.

## Historie
De første år med “levende billeder” havde biograferne hovedsagelig vist forholdsvist korte film i programmer med en blanding af rejsefilm, dramafilm og komediefilm, der sjældent varede mere end 5-15 minutter hver. Fra omkring 1910 begyndte filmene at blive noget længere, ligesom efterspørgslen efter rejsefilm kølnedes til fordel for de mange nye dramafilm af længere varighed. Løvebiografen fra 1908 havde i sine første år haft succes med netop rejsefilm, men opnåede i 1911 stor succes med dramafilmene Den hvide Slavehandel og Blandt københavnske Apacher, og Løvebiografens ejer Victor Friggé indså, at Løvebiografen allerede få år efter sin åbning var for lille og utidssvarende til at imødekomme den store publikumsinteresse for de nye film. Friggé fandt derfor nye lokaler til en ny biograf længere nede ad Frederiksberggade i den nyopførte bygning på hjørnet af Frederiksberggade 1 og Nytorv.
Dagen efter Løvebiografen lukkede, åbnede Friggé sin nye biograf, Victoria-Teatret med plads til 356 gæster. Den overdådigt indrettede biograf var Københavns største. Første film på plakaten var Louis von Kohls danske komedie Taifun, der spillede første gang den 8. november 1911.
Biograferne havde tidligere selv stået for indkøb af filmkopier direkte fra producenterne, men i årene omkring Victoria-Teatrets åbning blev distributionen i højere grad overladt til egentlig filmdistributører. Victoria-Teatret fik noget tid efter åbningen en leveringsaftale med Dansk-Svensk Film, der er ejet af Sophus Madsen. De øvrige distributører var Fotorama, der i Danmark distribuerede Nordisk Films produktioner, og som anvendte det ligeledes nyåbnede Panoptikon som premierebiograf, og Kinografen, der udover egen biograf havde tilknyttet en række biografer. I modsætning til Panoptikon, der med Nordisk Film i ryggen kunne vise mange danske film, kom filmene fra Dansk-Svensk Film fra flere forskellige producenter, også udenlandske. Det prægede Victoria Teatrets programmer, der omkring første verdenskrig stort set kun viste udenlandske film, primært fra Tyskland og Frankrig.  Senere blev opdelingen af distributionen mindre fastlåst, og Victoria Teatret fik fra 1916 titler fra Fotorama og fra Biorama/Filmfabrikken Skandinavien.
I 1923 meddelte ejendommens ejer, Københavns Grundejerbank, at de ønskede at bruge lokalerne selv, og Victoria Teatret blev opsagt og måtte lukke den forholdsvis nye biograf. Sidste film i biografen var Johannes Guters tyske Livets cirkus, der spillede sidste gang den 2. maj 1923 i biografens sidste forestilling. Banken overtog herefter lokalerne, og blev senere overtaget af Kjøbenhavns Handelsbank, der siden blev fusioneret ind i Danske Bank, der frem til 2010’erne havde filial i ejendommen. 